# 해동제국기

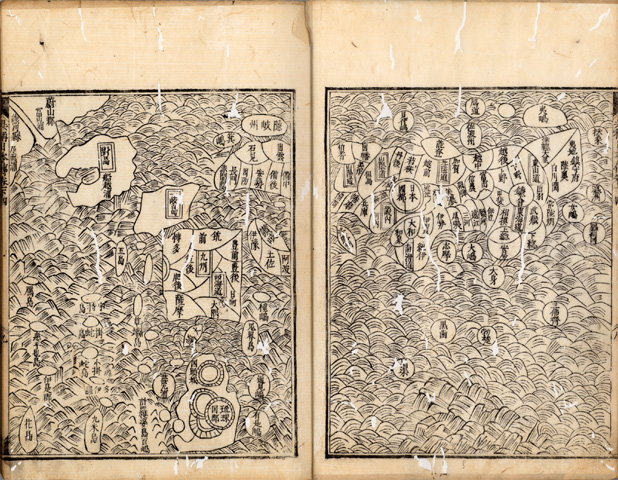
해동제국전도

《해동제국기》(海東諸國紀)는 조선 초기의 학자 · 문신 · 정치가인 신숙주(申叔舟)가 성종(成宗)의 명을 받아 작성한 일본국과 유구국(琉球國)에 대한 정보를 기술한 한문 역사서이다. 그는 세종(世宗) 25년(1443년) 통신사(通信使)의 서장관으로서 일본을 방문했으며, 성종 2년(1471년)에 간행되었다.

## 개요
책의 제목을 풀이하면 '해동의 여러 나라에 대한 기록'이라는 뜻이다. 그 범위는 대체로 일본과 유구국으로 한정된다. 저자 신숙주는 세종 25년(1443년) 당시 27세의 나이로, 서장관으로서 통신사를 따라 일본을 방문했고, 일곱 달 동안 일본에 머무르며 대마도주와의 계해약조(癸亥約條)를 체결하였다. 그리고 사신으로 다녀온 지 28년만인 성종 2년(1471년) 겨울에 본서를 완성하였는데, 저자의 일본 사행 경험을 바탕으로 당시의 외교 관례 등을 정리하는 한편으로 완성된 뒤에도 일본과의 중요한 조약 체결 같은 외교적 내용이 추가되거나 잘못된 부분은 계속 보충되는 과정을 거쳤다. 이는 이 책이 개인 기행문의 성격을 넘어 외교 관례의 지침서 역할을 했음을 분명히 해주고 있다고 평가받는다.
신숙주는 서문에서 "그들의 습성은 강하고 사나우며, 무술에 정련하고 배타기에 익숙한데, 우리 나라와는 바다를 사이에 두고 서로 바라보게 되었으니, 그들을 도리대로 잘 어루만져주면 예절을 차려 조빙(朝聘)하고 그렇지 않으면 갑자기 함부로 노략질한다. (중략) 듣건대 '이적(夷狄)을 대하는 방법은 외정(外征)이 아닌 내치에 있으며, 변어(邊禦)가 아닌 조정(朝廷)에 있으며, 전쟁이 아닌 기강 진작에 있다'고 하였는데 그 말을 이제 징험할 수 있다"고 말하고 있다. 고려 말기부터 조선 초기까지 연안을 휩쓸고 다니며 마구잡이로 약탈한 일본에 대한 경계심을 나타내면서 한편으로는 교린 외교의 중요성을 강조하고, 언제 발생할지도 모를 전란을 막기 위해서는 조정의 기강을 바로잡아야 한다는 점을 강조하고 있다.
참고로 신숙주는 임종하기 직전, 성종에게 "일본의 동태를 예의주시하되, 저들과의 화호(和好)만은 끊지 마십시오"(류성룡, 《징비록》 권1)라는 말을 남겼다고 한다.

## 내용
본서는 일본의 황실과 국왕(실제로는 무가 정권의 최고 권력자인 쇼군), 지명, 국정, 본국과의 교빙 및 왕래 연혁, 사신관에서의 대우와 접대에 대하여 기록하고, 「해동제국전도(海東諸國全圖)」, 「서해도구주도(西海道九州圖)」, 「일기도도(壹岐島圖)」, 「대마도도(對馬島圖)」, 「유구국도(琉球國圖)」, 「조선삼포도(朝鮮三浦圖)」등의 지도를 수록하였다. 본문 구성은 「일본국기(日本國記)」, 「유구국기(琉球國記)」, 「조빙응접기(朝聘應接記)」로 나뉘어 각각의 역사ㆍ지리ㆍ역대 지배자ㆍ언어 등을 수록하고, 또한 당시 조선을 방문하고 있던 일본의 지방 지배자(다이묘)들의 사절에 대한 대접 방법도 상세히 기록하여, 일본사 및 류큐 역사의 중요한 자료로서뿐만 아니라, 일본어사에서도 빠뜨릴 수 없는 자료를 제공하고 있는 것으로 평가받고 있다. 기록에 나온 풍속들은 오늘날 우리가 알고 있는 일본의 여러 풍속들과도 거의 일치한다.
천황의 아들은 그 친족과 혼인하고, 국왕의 아들은 여러 대신과 혼인한다. 여러 대신 이하의 관직은 세습하고, 그 직전(職田)과 봉호(封戶)는 정해진 제도가 있었는데, 세대가 오래 되매, 서로 겸병하여 증거할 수 없게 되었다. 형벌은 태(笞)ㆍ장(杖)은 없고, 가산을 적몰하기도 하고, 유배하기도 하며, 중한 것은 죽인다. 전부(田賦)는 토지 생산량의 3분의 1만 취할 뿐, 다른 요역(徭役)은 없다.【대개 공역(工役)이 있으면 모두 사람을 모집해 쓴다.】
무기(武器)는 창과 칼 쓰기를 좋아한다.【쇠를 불려 칼날을 만드는데 정교함이 비할 데 없다.】 활은 길이가 6~7척이 되는데, 나무의 결이 곧은 것을 취하며, 대[竹]로써 그 안팎에 대고 아교로 붙였다. 매년 1월 1일ㆍ3월 3일ㆍ5월 5일ㆍ6월 15일ㆍ7월 7일ㆍ7월 15일ㆍ8월 1일ㆍ9월 9일ㆍ10월 해(亥)일로써 명일(名日)을 삼는데, 명일에는 어른 아이 할 것 없이 향당(鄕黨)과 친족끼리 모여 잔치하고 술 마시는 것으로 낙을 삼으며, 물품을 서로 선사하기도 한다. 음식할 때엔 칠기(漆器)를 사용하며, 높은 어른에게는 토기(土器)를 사용한다. 한 번 사용하면 즉시 버린다. 젓가락만 있고 숟가락은 없다. 남자는 머리털을 짤막하게 자르고 묶으며, 사람마다 단검(短劍)을 차고 다닌다. 부인은 눈썹을 뽑고 이마에 눈썹을 그렸으며, 등에 머리털을 드리우고 다리(가발)로써 이어, 그 길이가 땅까지 닿았다. 남녀가 얼굴을 꾸미는 자는 모두 그 이빨을 검게 물들였다. 서로 만나면 주저앉아서 예(禮)를 하고, 길에서 존장을 만나게 되면 신과 갓[笠]을 벗고 지나간다. 집들은 나무 판자로 지붕을 덮었는데, 다만 천황과 국왕이 사는 곳과 사원(寺院)에는 기와를 사용하였다. 사람마다 차 마시기를 좋아하므로, 길가에 다점(茶店)을 두어 차를 팔게 되었으니, 길가는 사람이 돈 1문(文)을 주고 차 한 주발을 마신다. 사람 사는 곳마다 천 명, 백 명이 모이게 되면, 시장을 열고 가게를 둔다. 부자들은 의지할 데 없는 여자들을 데려다가 옷과 밥을 주고 얼굴을 꾸며서, 경성(傾城)이라 칭하고, 지나가는 손님을 끌어들여서 유숙시키고, 주식을 먹여 그 대가를 받는다. 그러므로 길 가는 사람은 양식을 준비하지 않는다. 남녀를 논할 것 없이 모두 그 국자(國字)【국자는 가다가나라고 부르는데 대개 47자임】를 익히며 오직 승려만이 경서를 읽고 한자를 안다. 남녀의 의복은 모두 아롱진 무늬로 물들이며, 푸른 바탕에 흰 무늬로 한다. 남자의 상의는 무릎까지 내려오고, 하의는 길어서 땅에 끌린다. 갓은 없고 혹 오모(烏帽)【대나무로 만들었는데 이마는 펀펀하고 앞뒤는 뾰족하여 겨우 상투를 가릴 만함】를 쓰는데, 천황ㆍ국왕 및 그 친족들이 쓰는 것은 입오모(立烏帽)【바르고 이마는 둥글고 뾰족함. 높이는 반 자쯤 되는데 생초[綃]로 만듦】라 부른다. 삿갓[笠]은 부들과 대[竹] 또는 창목(椙木)으로 만든다. 남녀가 출행할 때 쓴다.

'국속' 다음으로 이어지는 '도로리수' 항목에서는 당시 조선의 동래현 부산포에서 대마도, 미로관 등을 거쳐 일본의 수도에 이르는데 소요하는 거리는 물길로 323리, 육로로 18리(우리 나라 리수로 계산하면 각각 3,230리와 육로 180리)라고 설명하고, 이어 일본의 8도 66주 및 기내(畿內) 5주에 관해 저자 자신이 직접 보고 들은 내용들을 기록한다.(특히 이 부분에서는 일본의 주요 물산으로서 유황과 구리, 철에 관심을 보인 내용이 주목되는데, 이들 물산들은 당시 무기 제조에 꼭 필요한 자원이었다.)

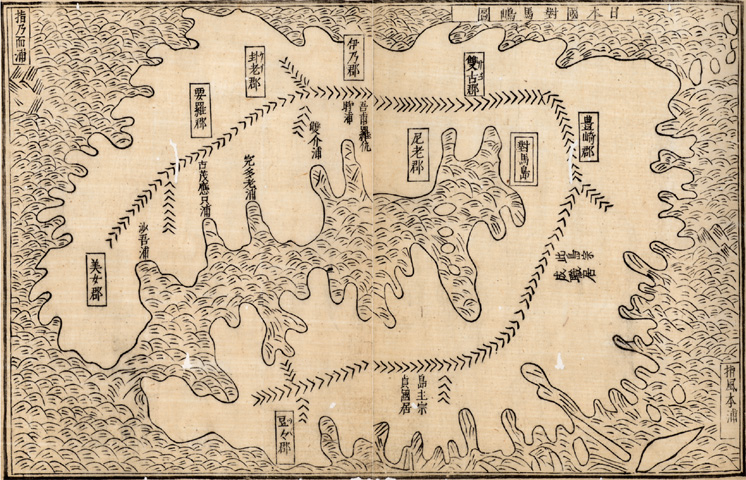
대마도(쓰시마섬) 지도

신숙주는 서문에서 일본의 지리에 대해 "동해에 있는 나라가 하나만은 아니나 일본이 가장 오래되고 큰 나라라, 그 땅은 흑룡강의 북쪽에서 시작해 제주의 남쪽에 이르며, 유구국과 서로 접해 있고 그 세력이 심히 크다."고 설명하고 있다. 신숙주의 이러한 위치 비정은 이보다 앞선 태종 2년(1402년)에 제작된 《혼일강리역대국도지도》에 그려진 일본에 비해 훨씬 정확한 것이다. 《해동제국기》에 수록된 일본 지도는 한국에서 제작한 목판본 지도로서 현재까지 전해지는 것 중에서는 가장 오래된 일본 지도이며, 바다에 조선식의 독특한 물결무늬가 그려진 것이 특징이다. 섬과 섬 사이의 상대적인 거리와 방위는 정확하지는 않지만 그 모양이나 위치 비정에 있어서는 매우 높은 수준으로 평가받는다.
유구국(류큐)에 대해서는 그 특산물로 유황을 소개하면서 해상무역이 발달했다는 점, 남녀의 의복이 일본과 많이 닮아 있다는 점 등을 기록하고, "우리 나라와 거리가 가장 멀어서 그 상세한 것을 규명할 수 없으니, 우선 조빙(朝聘) 및 명호(名號)의 차례만 적어서 나중의 고증을 기다린다."고 하여 후대의 자료를 참조할 것을 당부하고 있다. 《해동제국기》에 실린 유구국(류큐)의 지도는 그 포구와 성(구스쿠) 및 20개 부속 도서와 거리 잇수를 기록하였는데, 이 지도는 류큐를 그린 지도로써도 현존하는 가장 오래된 것이며, 류큐의 등장은 환지나해 세계에서의 류큐의 중요성을 의미하는 것으로 해석되고 있다.
「유구국기」 뒤에 이어지는 「조빙응접기」는 사행선의 숫자에 대한 규정 및 증명서 발급, 삼포에서의 연회와 급료, 삼포금약(三浦禁約)이나 조어금약(釣魚禁約) 등 조선과 일본 양국간의 외교 관례를 규정하고 있으며, 조선 전기 대일 외교협정의 근거를 마련했다는 점에 중요한 의의를 지닌다. 또한 연회할 때 선원들에게 제공되던 음식의 내역들을 기록하고 있는데, 이는 당시 생활의 면모를 파악할 수 있는 자료이다.

## 평가 및 의의
《해동제국기》는 완성 이후 조선의 대일 외교에 있어 중요한 준거가 되어 일본과의 외교 협상에서도 지침서로 자주 활용되었으며, 실학자 이수광의 《지봉유설》, 18세기 이익의 《성호사설》(星湖僿說), 안정복의 《동사강목》(東史綱目)과 이덕무의 《청령국지》, 이규경의 《오주연문장전산고》(五洲衍文長箋散稿) 등에서는 모두 《해동제국기》의 기록을 인용하였다. 
일본으로 파견되던 조선 통신사들의 일본 기행문에는 일본의 학자들이 조선 통신사에게 《해동제국기》의 존재를 물었다는 기록이 여러 곳에서 발견된다. 특히 일본의 풍속을 설명한 「일본국기」'국속(國俗)' 항목은 일본에서도 자료가 거의 없는 15세기 당시의 일본 풍속을 보여준다는 점에서 관심을 끈다.
16세기의 학자 김휴(金烋)는 《해동문헌총록》(海東文獻總錄)에서 "사절이 왕래하는 절차 등 우리 나라의 외교 규범에 있어서는 갖춰지지 않은 것이 없다."고 하여 《해동제국기》의 의의를 높이 평가하였다. 이규경은 《오주연문장전산고》에서 《해동제국기》에 대해 "요점이 잘 정리되어 있는 책"이라는 지적과 함께, 명(明) 말기에서 청(淸) 초기에 걸쳐 활약했던 학자 주이준의 말을 인용하여 "내가 늦게야 조선 사람 신숙주의 《해동제국기》를 보니, 비록 완벽한 책은 아니라 해도 일본 군장들의 수수와 개원에 있어 주에서 명에 이르기까지 구슬을 꿴 듯 두루 통하였다."고 그 가치를 높이 평가한다. 특히 주이준은 일본의 역사를 파악하는 데에 해동제국기가 큰 도움이 되었다며 이언공(李言恭)의 《일본고》(日本攷)나 장홍(張洪) ㆍ 설준(薛俊) ㆍ 사계고(俟繼高) ㆍ 정약증(鄭若曾) 등 중국의 여느 고증학자들의 저술과 비춰 보아도 《해동제국기》 쪽이 훨씬 명료하고 요점을 얻은 저술이라고 호평하였다. 명대 정순공이 지은 《일본일람》에서 권1에 국군(國君) 항목을 두고 통교자의 내력을 적은 것은 《해동제국기》에서 천황대서와 국왕대서를 둔 것, 조빙응접기를 적은 것에서 영향을 받은 것임이 지적되고 있다.
일본에서는 에도 시대 이래로 쓰시마 및 규슈 지역의 여러 번(蕃)에서 학술 자료로써 《해동제국기》가 중시되었다. 에도 시대의 학자 아라이 하쿠세키(新井白石)는 《해동제국기》에 주석을 달고 내용을 보충한 《해동제국기초석》(海東諸國記抄釋)을 지어 실무서로 활용하기도 했으며, 근현대에도 규슈 왕조설(九州王朝說)을 주장했던 일본의 학자 후루타 타케히코는 《해동제국기》에 실려있는, 현재 일본의 현존하는 어떤 자료에서도 등장하지 않는 연호들을 자신의 학설의 근거로 내세웠다. 언어학자 스가노 히로노부(菅野裕信)는 이 책이 중세 일본어의 15∼16세기의 공백기를 보충해줄 중요한 자료이며, 류큐어에 대한 가장 오래된 자료로서도 중요한 가치를 지닌다고 평가했다. 또한 나카무라 히데타카, 다나카 마사오, 다카하시 기미아키 등의 학자들이 중세 조선과 일본 양국 관계사 연구에 《해동제국기》를 사용하였다. 다만 일본의 소설가 시바 료타로는 《해동제국기》에 대해 "내용이 얕고 피상적"이라며 비판하였다.

## 간행본
《해동제국기》는 1933년 조선사 편집회에서 "조선사료총간"으로 간행되었고, 일본에서는 1991년에 상세한 역주책이 이와나미 문고에서 출판되었다.

## 문화재 지정
- 해동제국기 (서울 유형문화재 제311호) - 2010년 10월 7일 지정

## 참고 문헌
- 손승철 등 《해동제국기의 세계》 경인문화사, 2008년
- 신병주 《조선 최고의 명저들》 휴머니스트, 2006년

### 내용주
1. ↑  《해동제국기》는 당시 일본에서 쓰던 공식 연호를 그대로 사용하여 일본의 실상에 보다 객관적으로 접근하려는 노력을 보였다. 일본의 고유 연호 사용은 이후 중국과의 외교문제에 큰 장애가 되기도 했다.
2. ↑  혼일강리역대국도지도에서는 한반도 거의 정남쪽에 위치해 있던 일본 열도가 《해동제국기》에서는 훨씬 더 동쪽으로 옮겨져 현대 지도에 근접한 형태를 띠게 되는데, 이는 신숙주의 일본 사행 경험과 함께 조선조 초기 동북방 지역 개척에 따라 그곳 선원들을 통해 얻은 지리 지식이 쌓인 결과로 여겨진다.
3. ↑  주이준은 일본의 역사, 특히 《아즈마카가미》(吾妻鏡)의 내용을 보완하기 위하여 《해동제국기》를 참조하였는데, 《아즈마카가미》는 일본식 문어를 적용한 한문체로 기록되어 있어 기존의 한문 문체와 상당히 다른 데다 가마쿠라 막부 초기, 그것도 일본 열도 동쪽에 위치하였던 막부와 무사들에 관련된 사건들을 위주로 기록하고 있어 군장(君長)들의 수수(授受) 즉 역대 일본의 덴노와 쇼군들의 계보나 계승 순서에 대해서는 적고 있지 않은 점을 주이준은 "그 문의(文義)가 답답하다.", "해석하기가 쉽지 않다"며 당혹스러워 했는데, 이때 주이준이 《아즈마카가미》를 읽는데 참고로 삼은 것이 《해동제국기》였다. 주이준이 《아즈마카가미》와 《해동제국기》를 읽고 쓴 '발오처경'과 '서해동제국기후'는 모두 《폭서정집》 권44에 실려 있으며, 《오주연문장전산고》58 고금서적명목변증설에 그 내용이 인용되어 있다.[2]